# Antirrhinoideae
Antirrhinoideae Hartl & Betsche, 1984  è una sottofamiglia di piante spermatofite, dicotiledoni appartenenti alla famiglia delle Plantaginaceae.

## Etimologia
Il nome della sottofamiglia deriva dal suo genere tipo Antirrhinum L., 1753 il cui significato in greco è “simile a un muso (o un naso)”, infatti “anti” = simile e “rhin” = naso ad indicare la forma della corolla personata. La prima documentazione di questo nome si trova in Joseph Pitton de Tournefort (Aix-en-Provence, 5 giugno 1656 – Parigi, 28 dicembre 1708) un botanico francese; e prima ancora in Teofrasto (371 a.C. – Atene, 287 a.C.) un filosofo e botanico greco antico, discepolo di Aristotele, autore di due ampi trattati botanici.
Il nome scientifico della sottofamiglia è stato definito, nella attuale circoscrizione, dai botanici contemporanei Dimitri Hartl (1926 - 2015) e I. Betsche nella pubblicazione "Courier Forschungsinst. Senckenberg 71: 127 (1984)" del 1894. Il nome di questo gruppo compare in precedenza nella pubblicazione "Vegetable Kingdom, The; or, the Structure, Classification, and Uses of Plants, Illustrated upon the Natural System... with Upwards of Five Hundred Illustrations. London - Veg. Kingd.: 684. Jan-Mai 1846" a cura dei botanici inglesi George Bentham (1800-1884) e John Lindley (1799-1865). Prima ancora è stato definito dai botanici Vincenz Franz Kosteletzky (1801-1887) nel 1834 e da Christiaan Hendrik Persoon (1761-1836) nel 1807.

## Descrizione
- Il portamento delle specie di questa sottofamiglia è erbaceo o arbustivo. I fusti in genere hanno forme da ascendenti o prostrati a eretti (anche rampicanti). Spesso i fusti prostrati o decombenti sono sterili, mentre sono fertili solamente quelli eretti.[1][4][8][9][10]
- Le foglie, da sessili a picciolate, lungo il caule sono disposte in modo opposto alla base; alternato verso l'apice; raramente sono verticillate. La lamina ha delle forme da lanceolato-lineari (o oblungo-lanceolate) a ovoidi, orbicolari o reniformi con apice acuminato o ottuso. Sono presenti anche forme astate, sagittate o trifogliate.
- Le infiorescenze (solitarie o ascellari) sono per lo più di tipo tirsoide, oppure sono delle spighe racemose terminali. Le bratteole sono presenti o raramente sono assenti. I fiori in genere sono grandi e vistosi, sono sessili o distintamente pedicellati.
- I fiori sono ermafroditi, zigomorfi e tetraciclici (ossia formati da 4 verticilli: calice– corolla – androceo – gineceo) e tetrameri (i verticilli del perianzio più quelli sessuali sono in tutto quattro).

- Formula fiorale. Per la famiglia di queste piante viene indicata la seguente formula fiorale:

X o * K (4-5), [C (4) o (2+3), A 2+2 o 2], G (2), capsula.
- Il calice, tuboloso, campanulato, urceolato o imbutiforme, più o meno attinomorfo e gamosepalo, è profondamente pentalobato con lobi da subuguali a ineguali (in genere quelli adassiali sono più corti). I lobi hanno delle forme più o meno lanceolate; in alcune specie sono spinuloso-dentati.

- La corolla, gamopetala e tubolare (con forme da cilindriche a campanulate, ma anche strettamente imbutiformi), è del tipo bilabiata con 4 - 5 lobi patenti. Il tubo, che spesso ha una gibbosità e uno sperone da conico a lineare o filiforme (o anche ridotto ad un sacco) nella parte basale-adassiale, può essere più o meno ampio o lungo, oppure compresso dorsoventralmente. La parte interna inferiore delle fauci è lanosa oppure glabra a seconda della specie. La forma terminale della corolla è personata con il palato sul labbro inferiore (il palato può oppure no chiudere la gola e può anche non essere presente o formato in modo embrionale). Il labbro superiore è bilobo ed eretto a volte con la forma di un casco; quello inferiore con tre lobi (quello mediano in genere è più piccolo di quelli laterali), i lobi possono essere riflessi. Il colore della corolla è blu, rosso, rosa, crema con palato giallo.

- L'androceo è formato da 4 stami didinami tutti fertili oppure da 2 stami. Un quinto stame, quello mediano, è ridotto ad un minuto staminoide. I filamenti sono adnati alla corolla e sono inclusi o poco sporgenti rispetto al tubo corollino. Le antere, lanose o glabre, sono formate da due teche separate ma confluenti alla deiscenza che è longitudinale attraverso due fessure. La base dei filamenti è ricoperta da tricomi nettariferi. I granuli pollinici sono tricolporati.

- Il gineceo è bicarpellare (ossia sincarpico - formato dall'unione di due carpelli connati). L'ovario è supero con placentazione assile e forme da ovoidi o globose a suborbicolari. Gli ovuli per loculo sono numerosi, hanno un solo tegumento e sono tenuinucellati (con la nocella, stadio primordiale dell'ovulo, ridotta a poche cellule).. I loculi a volte sono molto ineguali. Lo stilo ha uno stigma da capitato a fortemente bilobo. Il disco nettarifero è distinto e normalmente è presente.

- I frutti sono delle capsule con varie deiscenze (setticide, loculicide o porocide). I semi, da numerosi a pochi (almeno uno per loculo), hanno delle forme da ellissoidi a reniformi oppure piatte e possono essere distintamente alati. Le teste dei semi sono reticolato-alveate oppure crestate o tubercolate o del tutto lisce. Sulla superficie dei semi possono inoltre essere presenti delle coste longitudinali.

## Riproduzione
- Impollinazione: l'impollinazione avviene tramite insetti (impollinazione entomogama) quali imenotteri, lepidotteri o ditteri o il vento (impollinazione anemogama)[1] oppure, nei tropici, tramite colibrì (impollinazione ornitogama).[12][13]
- Riproduzione: la fecondazione avviene fondamentalmente tramite l'impollinazione dei fiori (vedi sopra).
- Dispersione: i semi cadendo (dopo aver eventualmente percorso alcuni metri a causa del vento - dispersione anemocora) a terra sono dispersi soprattutto da insetti tipo formiche (disseminazione mirmecoria).

## Distribuzione e habitat
Le due tribù di questa sottofamiglia hanno delle distribuzioni diverse:
- Antirrhineae: la distribuzione delle specie di questa tribù è prevalentemente mediterranea (con un centro di distribuzione secondario nel Nord America) con climi più o meno temperati.
- Cheloneae: la distribuzione delle specie di questo gruppo è soprattutto relativa all'America del Nord con habitat vari (subtropicali, temperati, alpini e altro).

## Tassonomia
La famiglia di appartenenza di questo gruppo (Plantaginaceae) comprende 113 generi con 1800 specie (oppure secondo altri Autori 114 generi e 2400 specie, o anche 117 generi e 1904 specie o 90 generi e 1900 specie) ed è suddivisa in tre sottofamiglie e oltre una dozzina di tribù.

### Composizione della sottofamiglia
La sottofamiglia comprende 2 tribù, 37 generi e circa 585 specie.

#### Tribù Antirrhineae
La tribù Antirrhineae Dumort., 1827 comprende 28 generi e circa 295 specie:
- Acanthorrhinum Rothm., 1943 (Una specie: Acanthorrhinum ramosissimus (Cosson & Darieu) Rothm.)
- Albraunia Speta, 1983 (3 specie)
- Anarrhinum Desf., 1798 (8 specie)
- Antirrhinum L., 1753 (20 specie)
- Asarina Mill., 1757 (Una specie: Asarina procumbens (L.) Mill.)
- Chaenorrhinum (DC.) Rchb., 1828 (21 specie)
- Cymbalaria Hill, 1756 (9 specie)
- Epixiphium (A. Gray) Munz, 1926 (Una specie: Epixiphium wislizenii (A. Gray) Munz)
- Galvezia Dombey ex Juss., 1789 (4 specie)
- Gambelia Nutt., 1848 (4 specie)
- Holmgrenanthe Elisens, 1985 (Una specie: Holmgrenanthe petrophila (Coville & C.V. Morton) Elisens)
- Holzneria Speta, 1982 (2 specie)
- Howelliella Rothm., 1954 (Una specie: Howelliella ovata (Eastw.) Rothm.)
- Kickxia Dumort., 1827 (9 specie)
- Linaria Mill., 1754 (Circa 150)
- Lophospermum D. Don, 1827 (6 specie)
- Mabrya Elisens, 1985 (5 specie)
- Maurandella (A. Gray) Rothm., 1943 (Una specie: Maurandella antirrhiniflora (Willd.) Rothm.)
- Maurandya Ortega, 1797 (2 specie)
- Misopates Raf., 1840 (7 specie)
- Mohavea A. Gray, 1856 (2 specie)
- Nanorrhinum Betsche, 1984 (10 specie)
- Neogaerrhinum Rothm., 1943 (2 specie)
- Nuttalanthus D.A. Sutton, 1988 (4 specie)
- Pseudorontium (A. Gray) Rothm., 1943 (Una specie: Pseudorontium cyathiferum (Benth.) Rothm.)
- Rhodochiton Zucc. ex Otto & Dietrich, 1833 (3 specie)
- Sairocarpus D.A. Sutton, 1988 (13 specie)
- Schweinfurthia A. Braun, 1866 (6 specie)

#### Tribù Cheloneae
La tribù Cheloneae Benth., 1846 comprende 9 generi e circa 290 specie:
- Chelone L., 1753 (4 specie)
- Chionophila Benth., 1846 (2 specie)
- Collinsia Nutt., 1817 (Circa 20 specie)
- Keckiella Straw., 1967 (7 specie)
- Nothochelone (A. Gray) Straw, 1966 (Una specie: Nothochelone nemorosa (Douglas ex Lindl.) Straw)
- Pennellianthus Crosswh., 1970 (Una specie: Pennellianthus frutescens (Lamb.) Crosswh.)
- Penstemon Schmidel, 1763 (Circa 250 specie)
- Tonella Nutt. ex A. Gray, 1868 (2 specie)
- Uroskinnera Lindl., 1857 (3 specie)

#### Incertae sedis
- Russelieae Pennell, 1920: tribù con 2 generi e 60 specie (vedi paragrafo seguente).[14]

### Filogenesi
Questa sottofamiglia in passato è stata descritta sia nella famiglia delle Scrophulariaceae che in quella della Veronicaceae. L'attuale posizione tassonomica all'interno della famiglia Plantaginaceae è stata definita con i nuovi sistemi di classificazione filogenetica (classificazione APG) tramite l'analisi del DNA con metodi cladistici.
La tribù Antirrhineae è monofiletica ed è caratterizzata dalla deiscenza poricida della capsula dei frutti ed in generale dall'estremo zigomorfismo del fiore, ma anche dalla presenza del glucoside iridoide "antirrhinoside". In base alle analisi molecolari la tribù è suddivisa in 6 cladi principali. Per la circoscrizione della tribù Cheloneae sono stati presi in considerazione soprattutto i caratteri relativi all'infiorescenza, alla forma dello staminoide, alla morfologia del polline e alle caratteristiche della pubescenza, oltre naturalmente ai dati molecolari.
Da diverse analisi le due tribù risultano un "gruppo fratello", ma non sempre questo risultato è confermato (in altri casi la tribù Cheloneae sembra più collegata alle tribù Digitalideae e Veroniceae). In particolare la tribù Cheloneae potrebbe essere "gruppo fratello" della tribù Russelieae (con i generi Russelia e Tetranema) la cui collocazione all'interno della famiglia è ancora incerta. Alcune checklist includono nella sottofamiglia di questa voce anche la tribù Russelieae.

### Generi spontanei della flora italiana
Sul territorio italiano sono presenti i seguenti generi della sottofamiglia Antirrhinoideae:
- Misopates - Specie presenti: 2.
- Anarrhinum - Specie presenti: 1.
- Linaria - Specie presenti: 23.
- Cymbalaria - Specie presenti: 6.
- Kickxia - Specie presenti: 5.
- Antirrhinum - Specie presenti: 3.
- Chaenorrhinum - Specie presenti: 3

## Alcune specie

### Tribù Antirrhineae

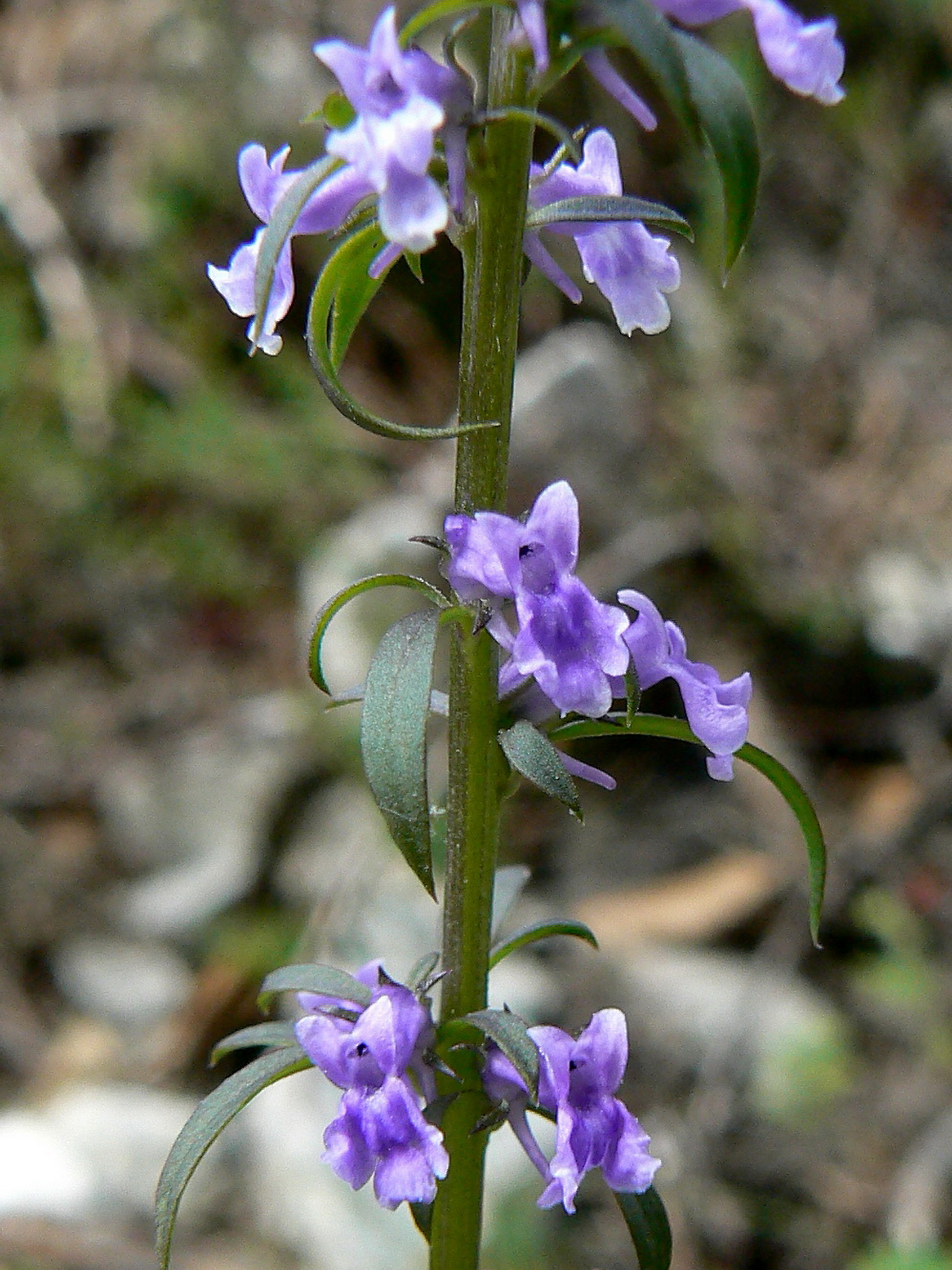
Anarrhinum bellidifolium
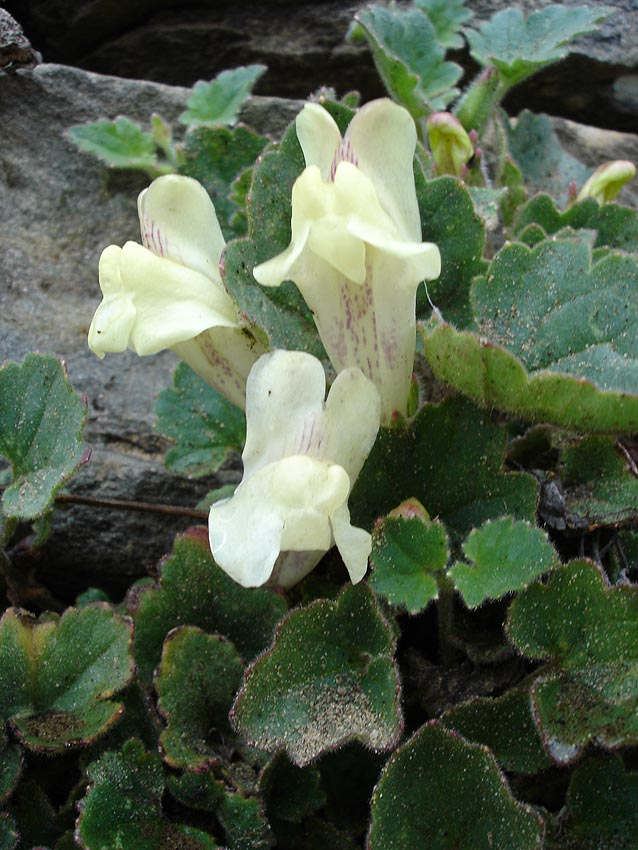
Asarina procumbens
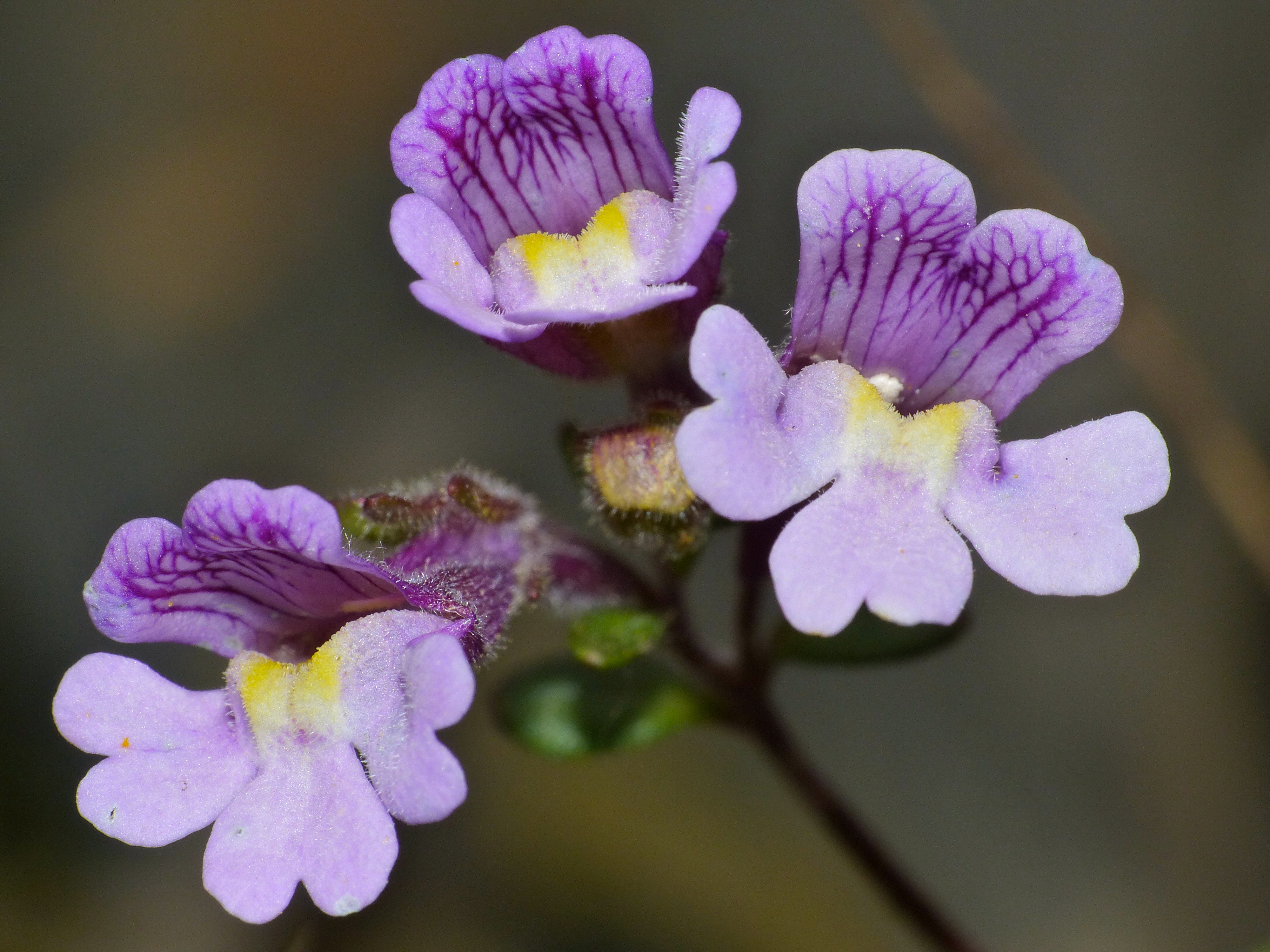
Chaenorrhinum origanifolium
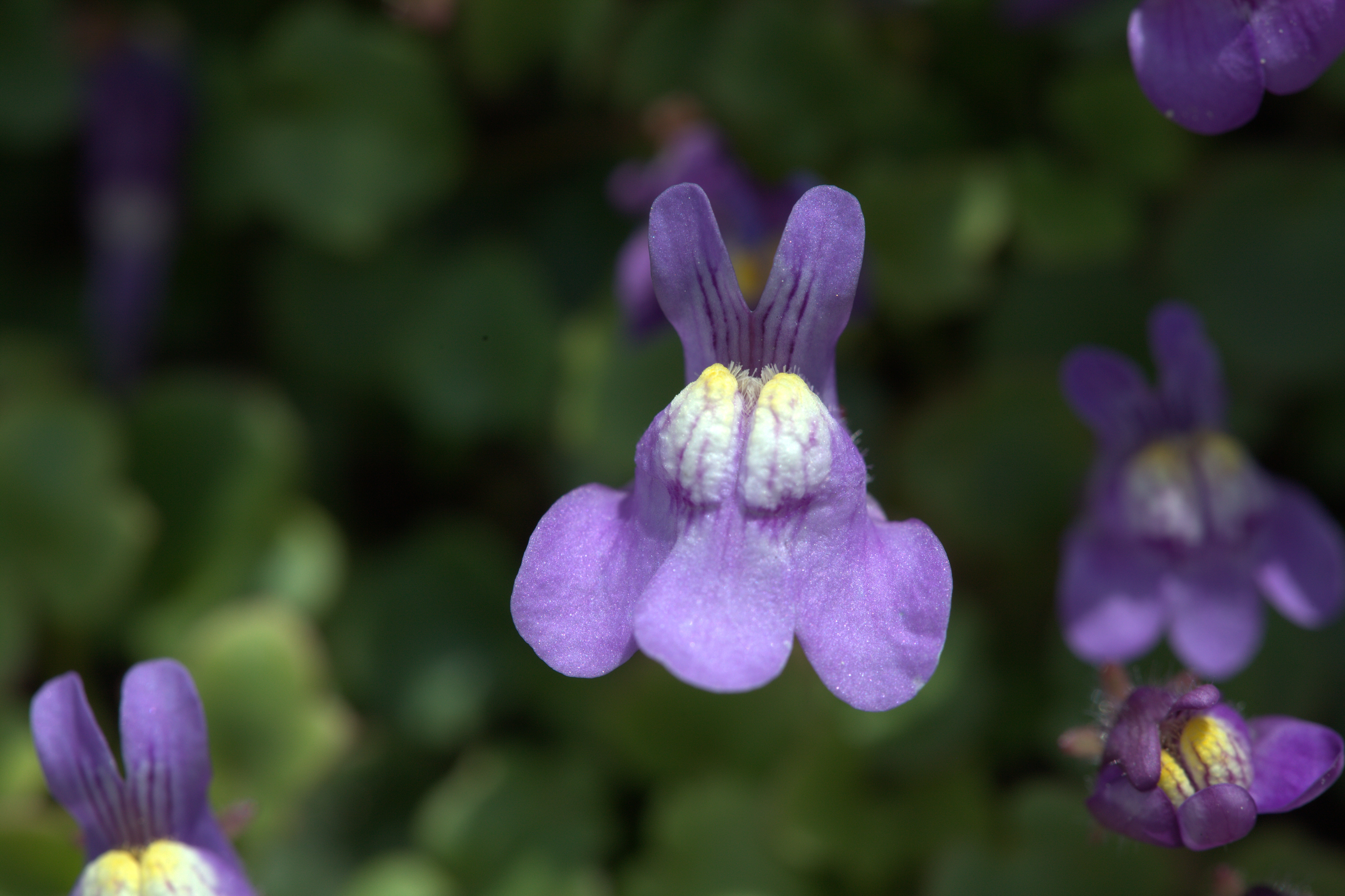
Cymbalaria pallida
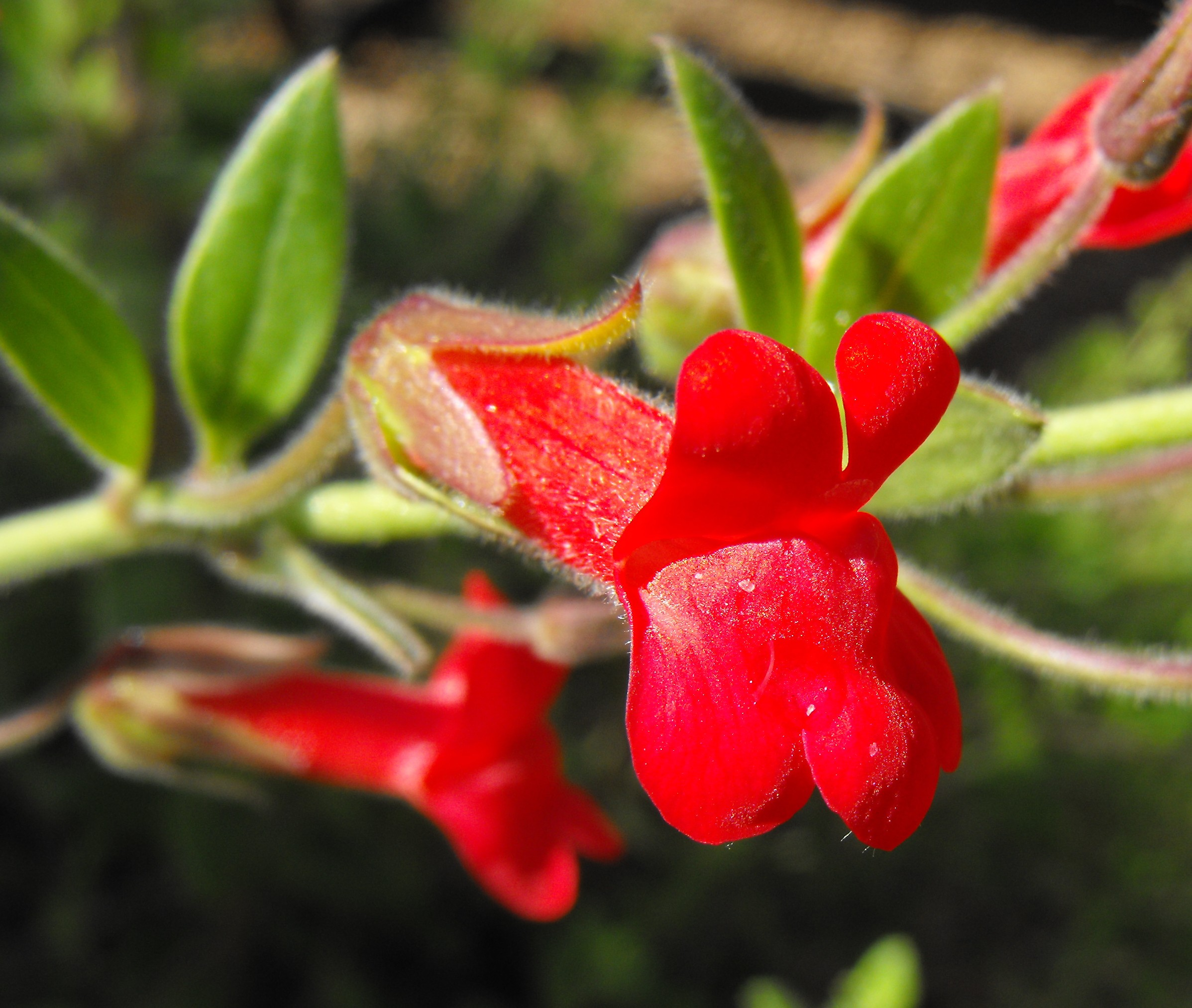
Gambelia speciosa
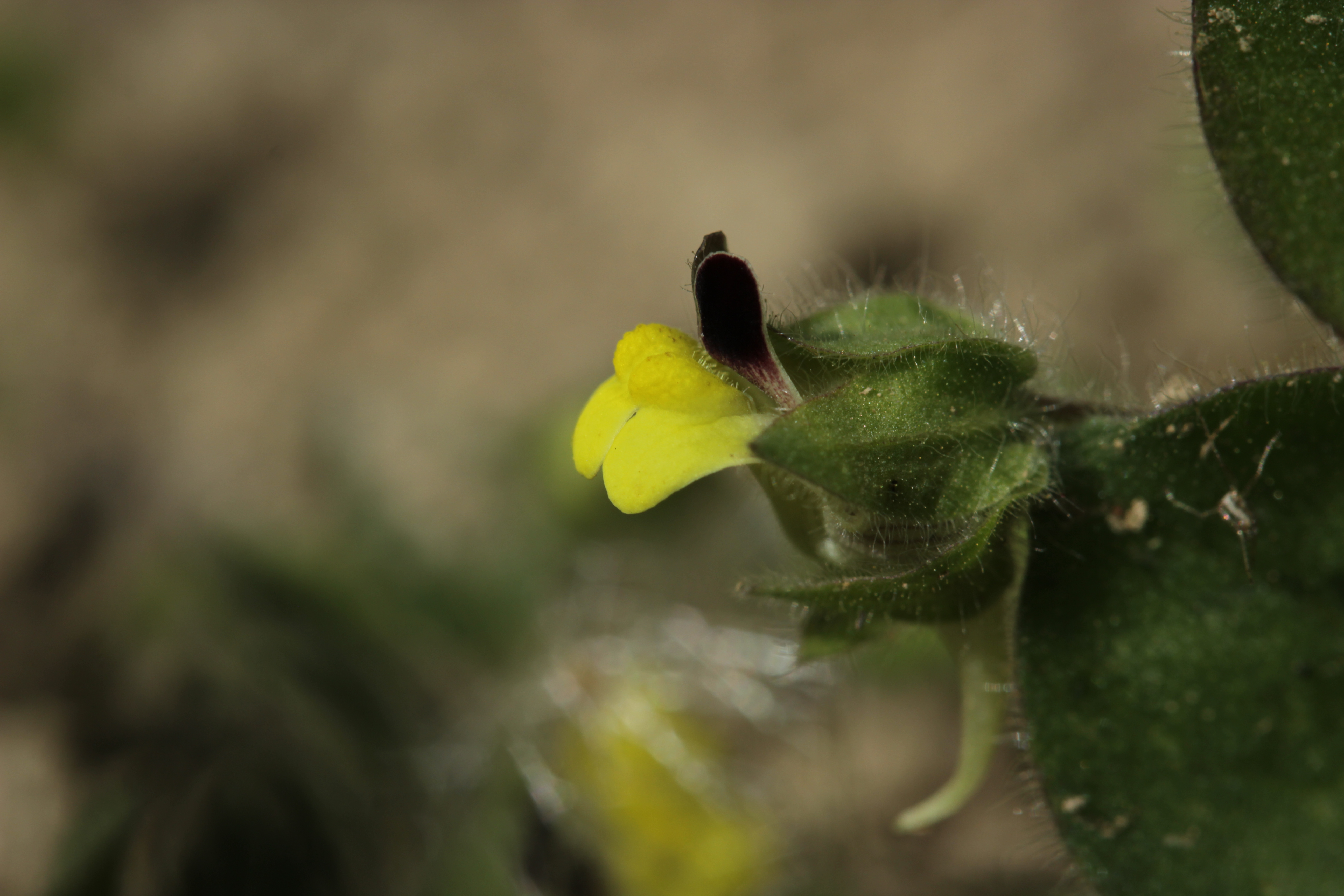
Kickxia spuria
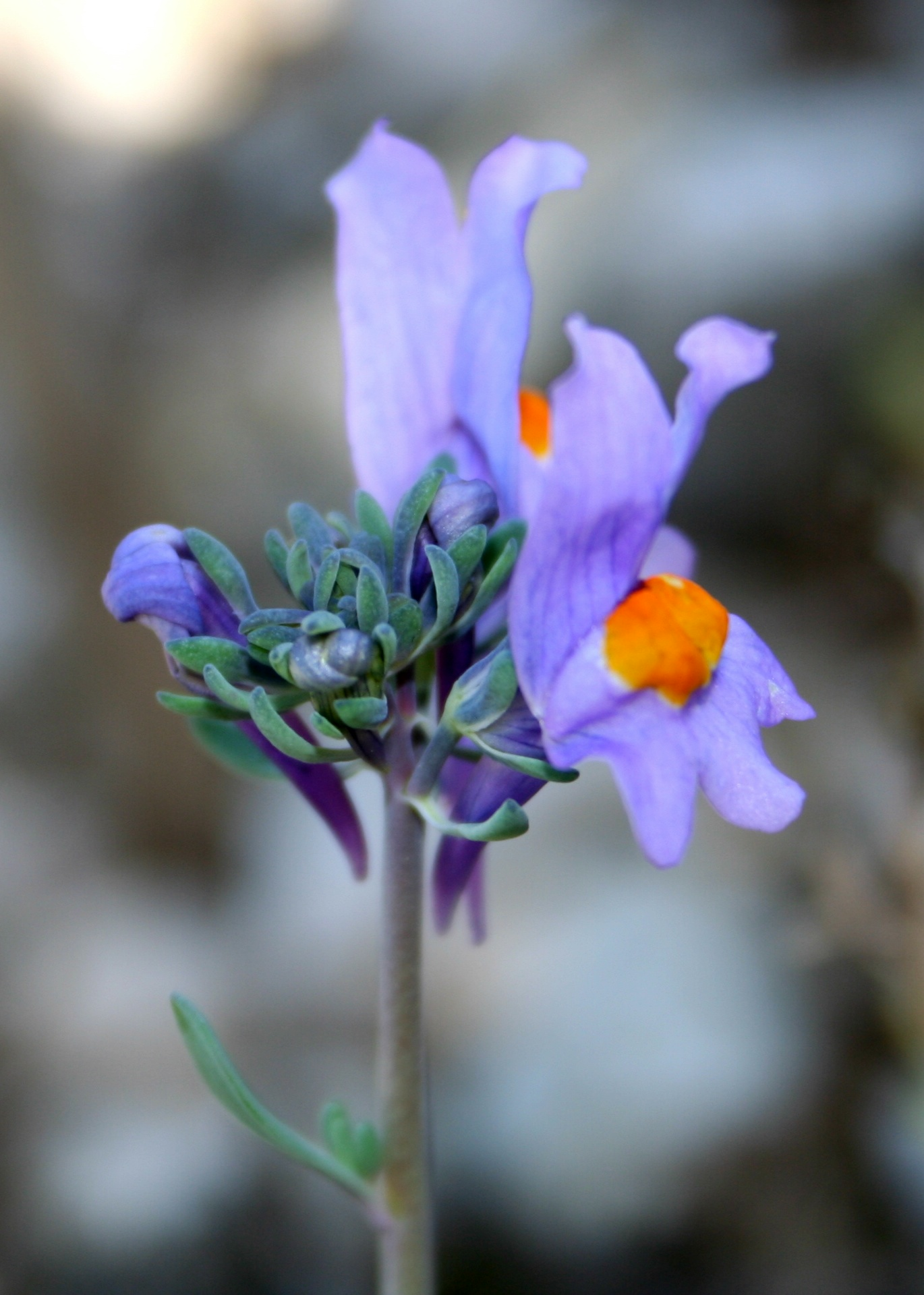
Linaria alpina
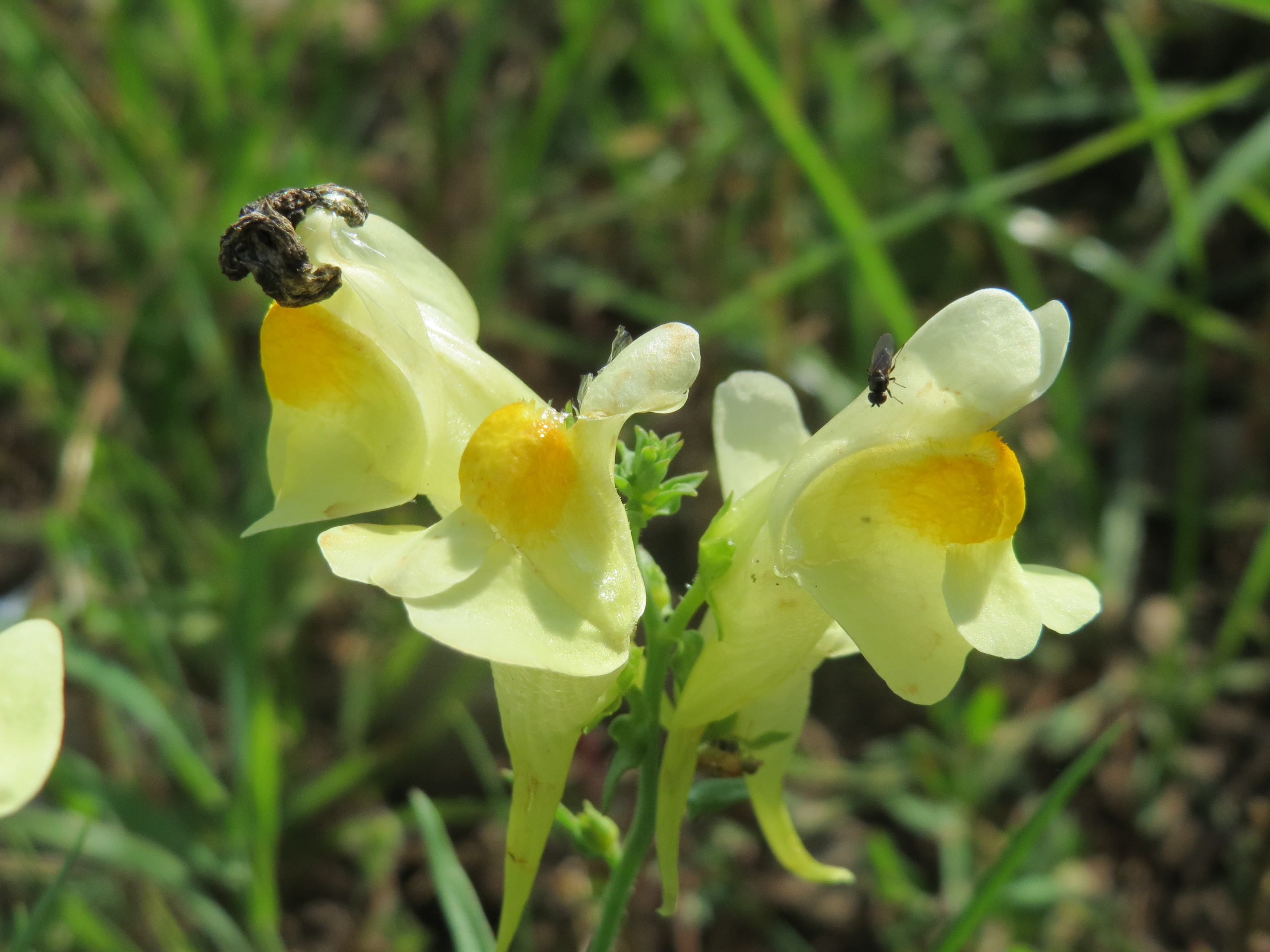
Linaria vulgaris
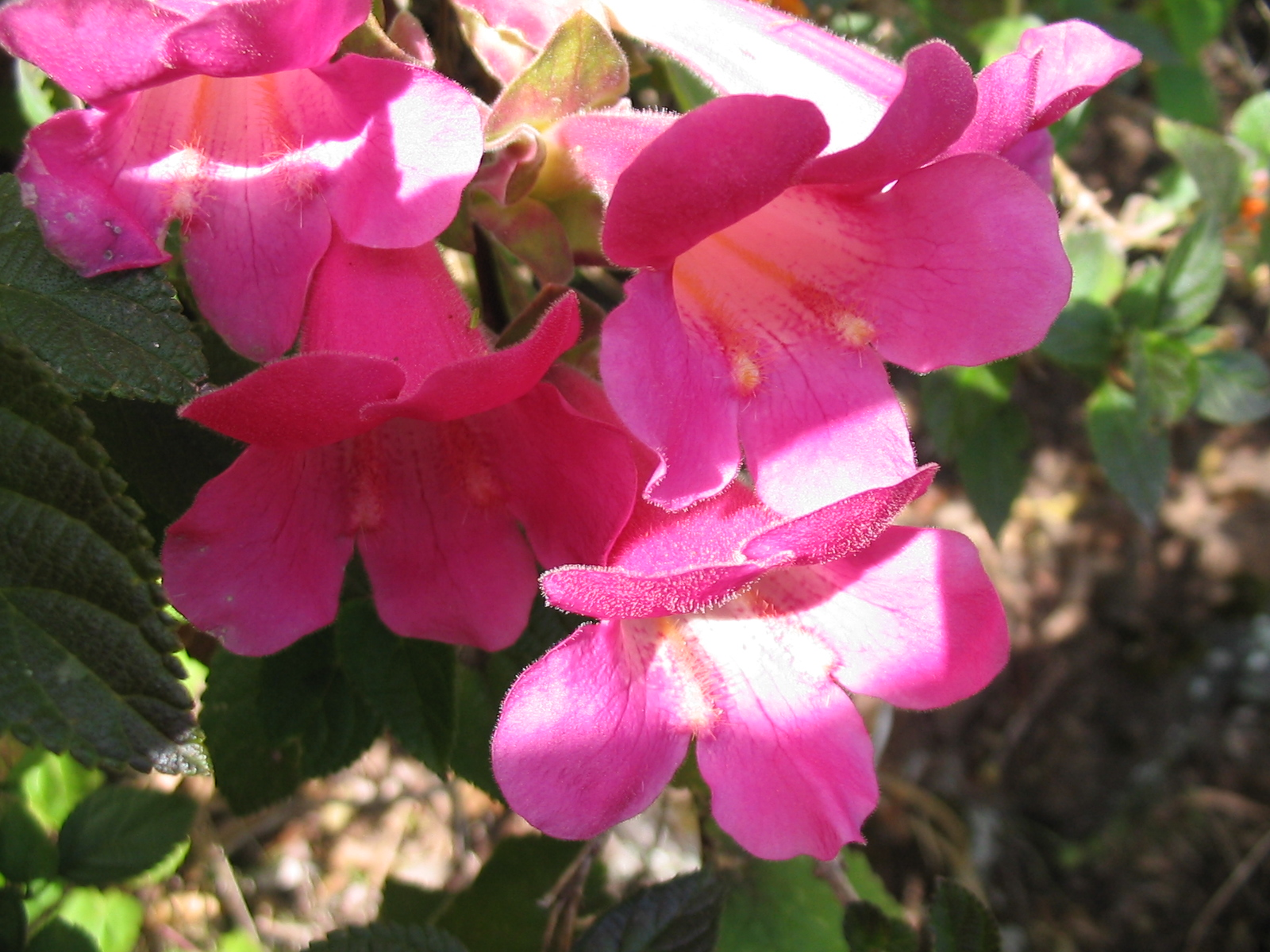
Lophospermum erubescens
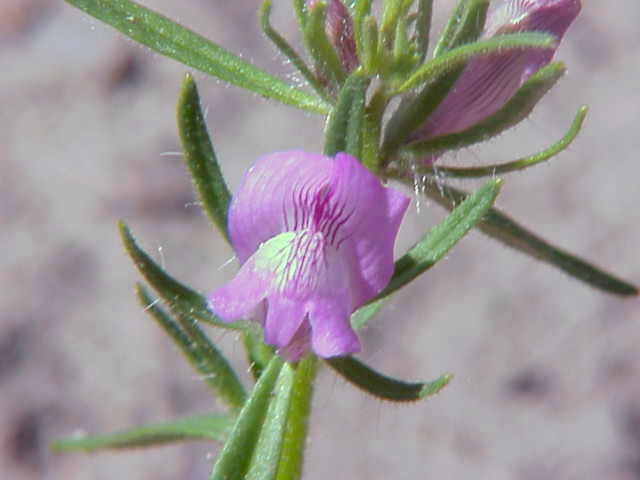
Misopates orontium
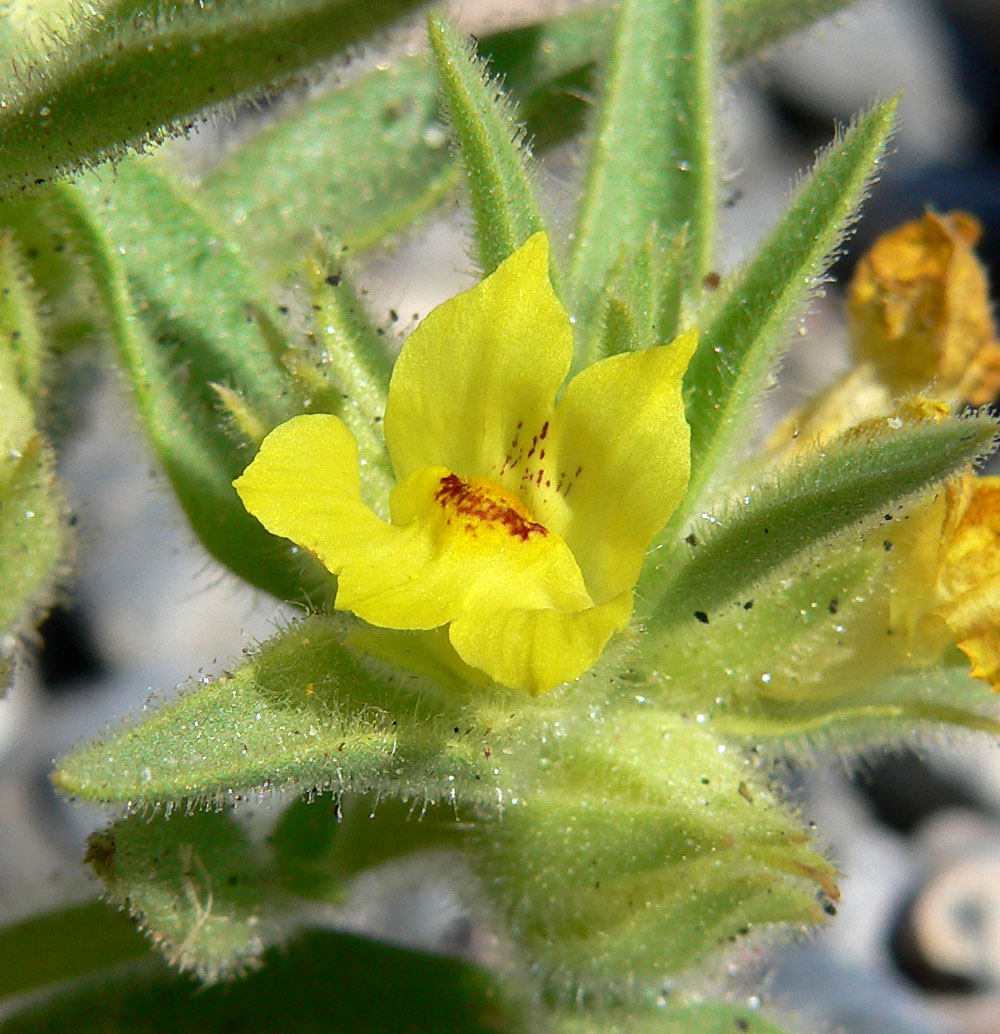
Mohavea breviflora
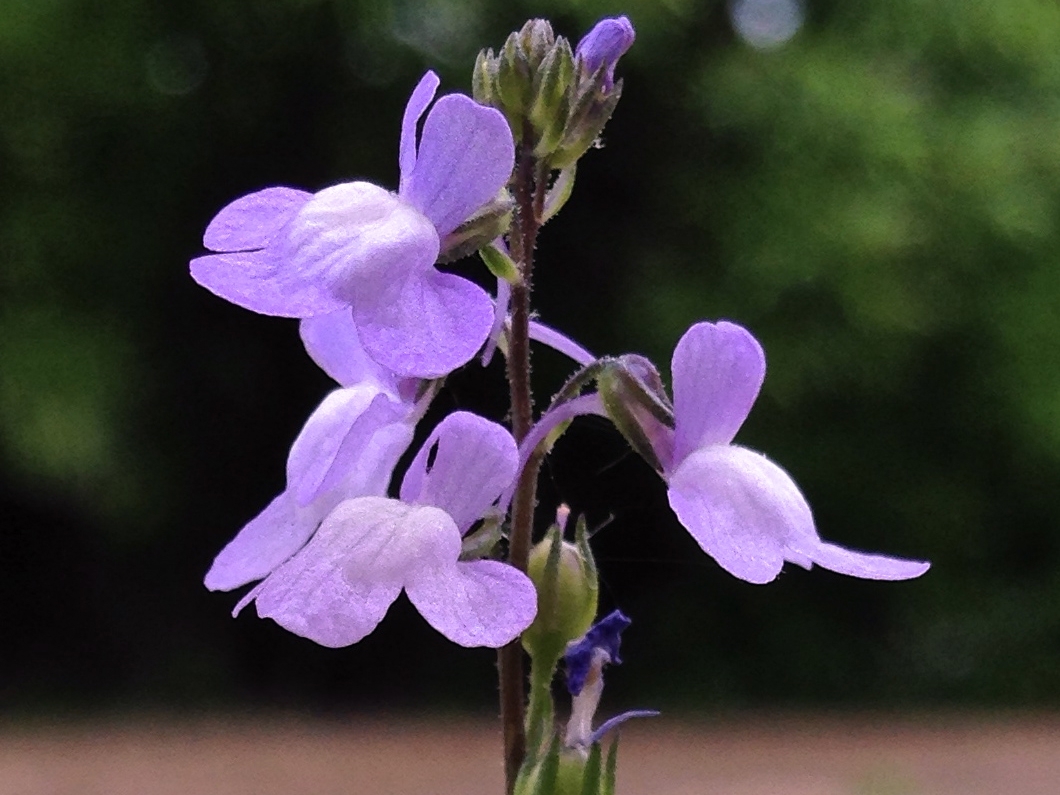
Nuttallanthus canadensis
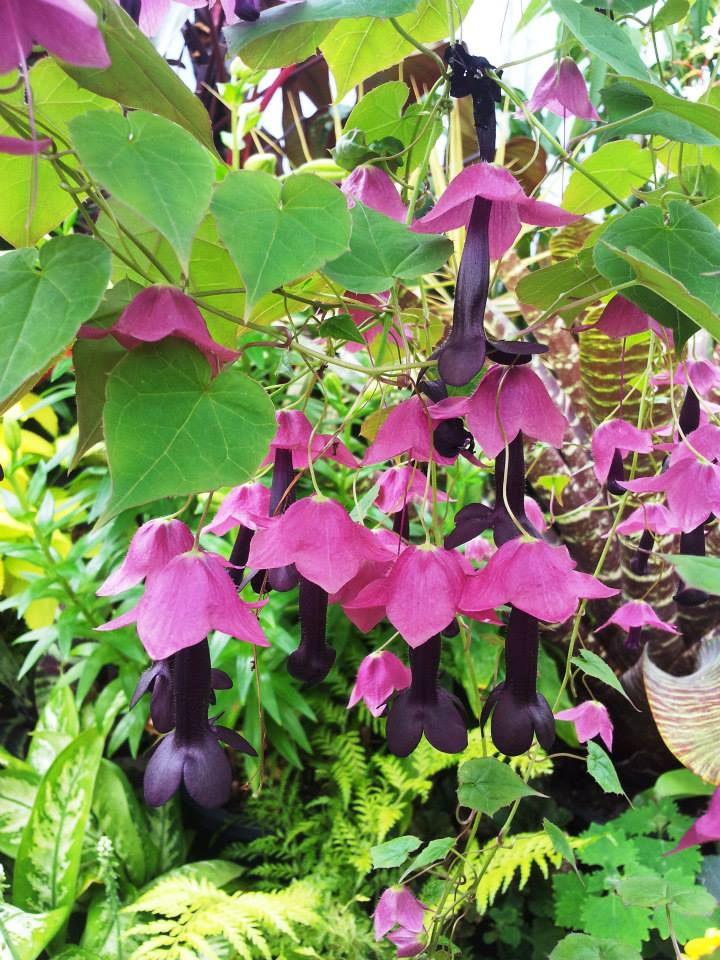
Rhodochiton astrosanguineum
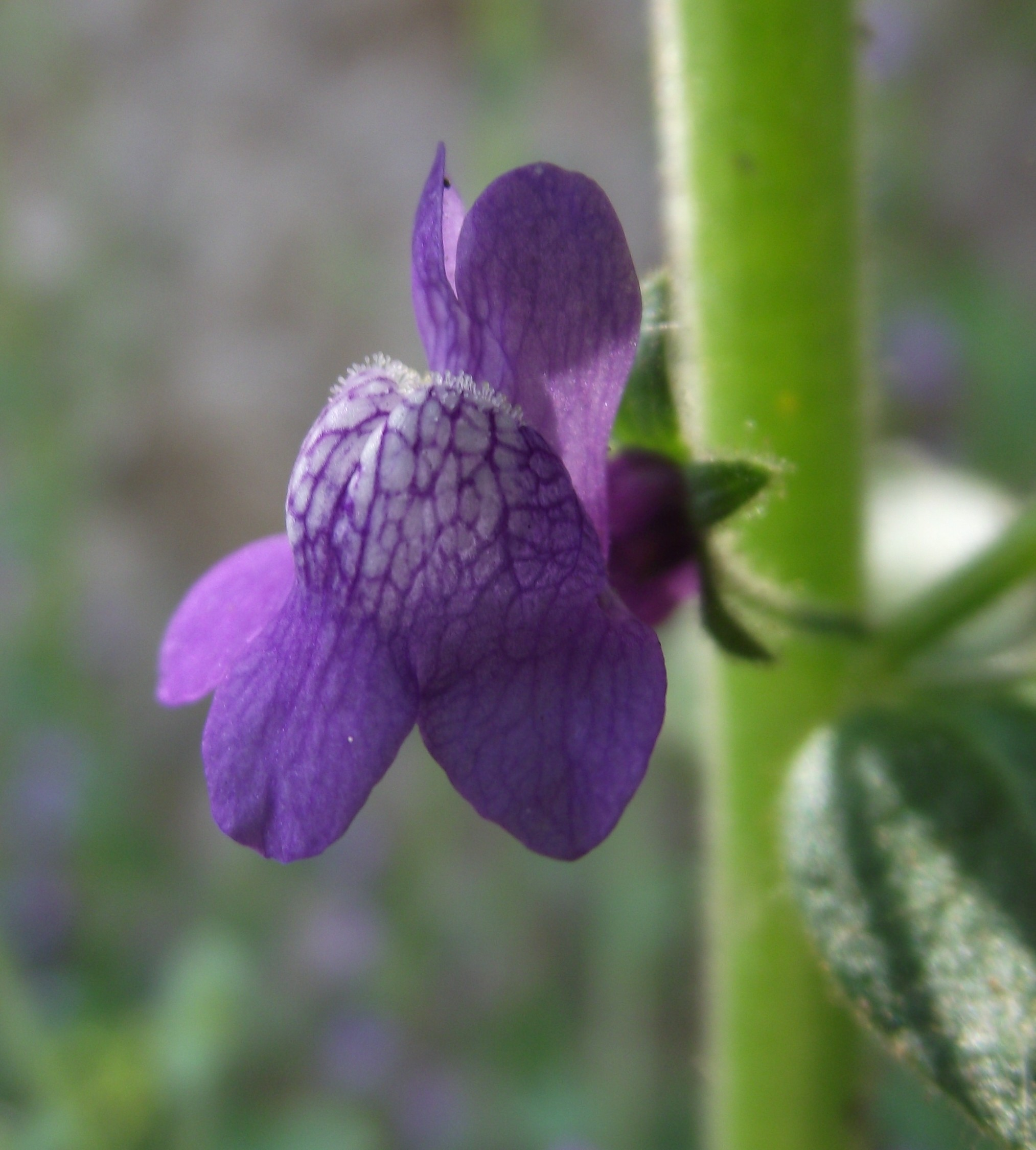
Sairocarpus nuttallianus

### Tribù Cheloneae

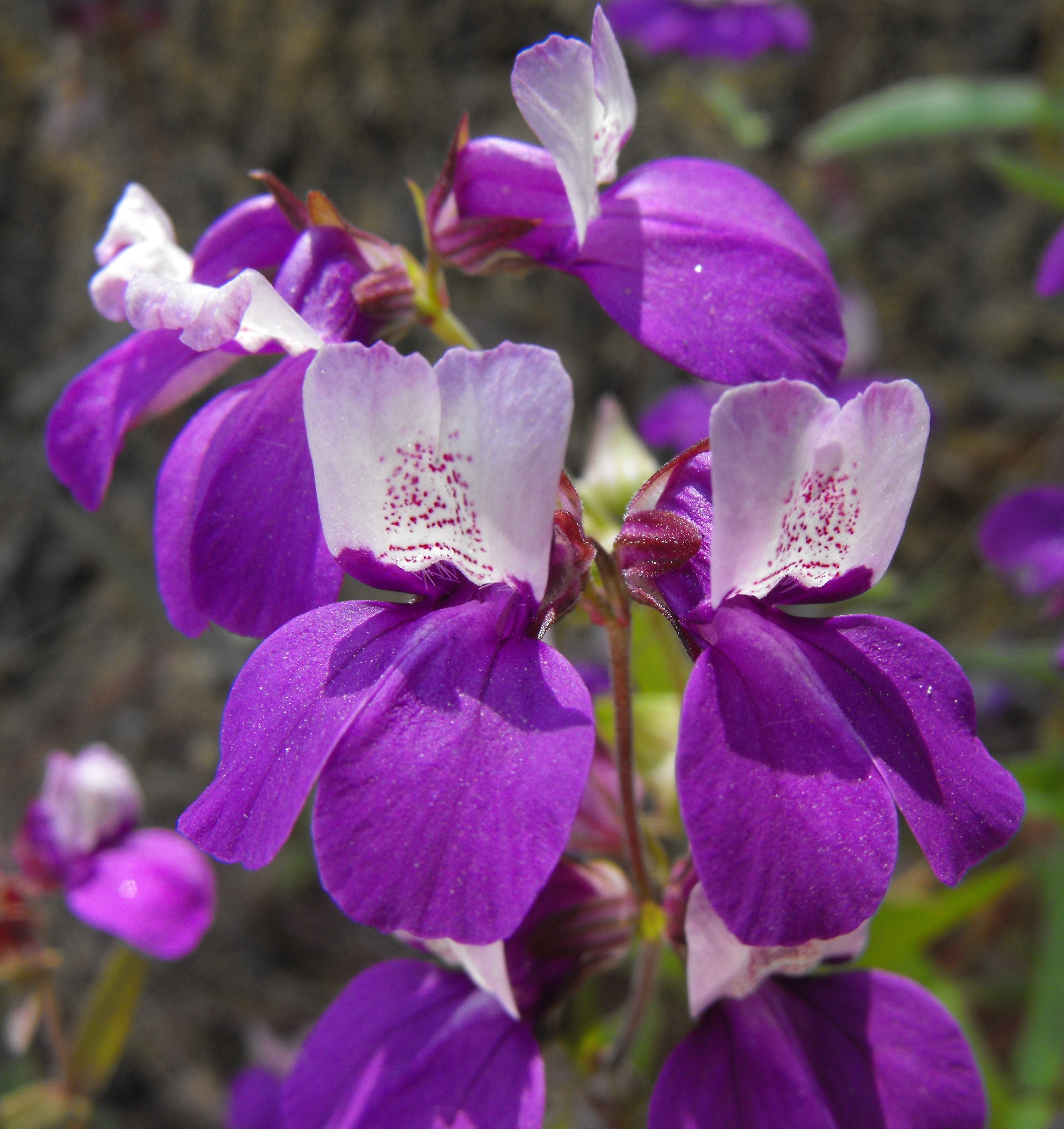
Collinsia heterophylla
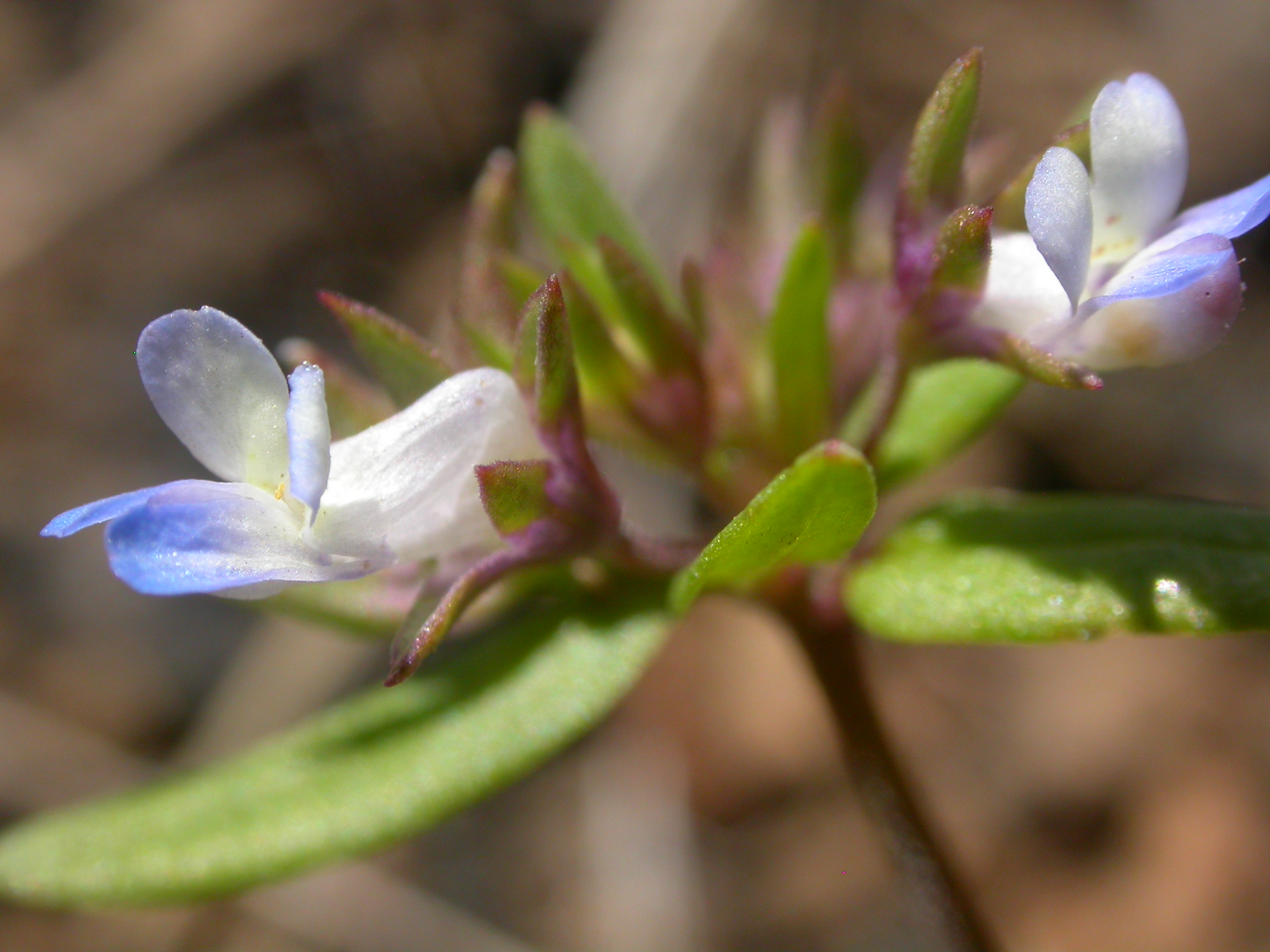
Collinsia parviflora
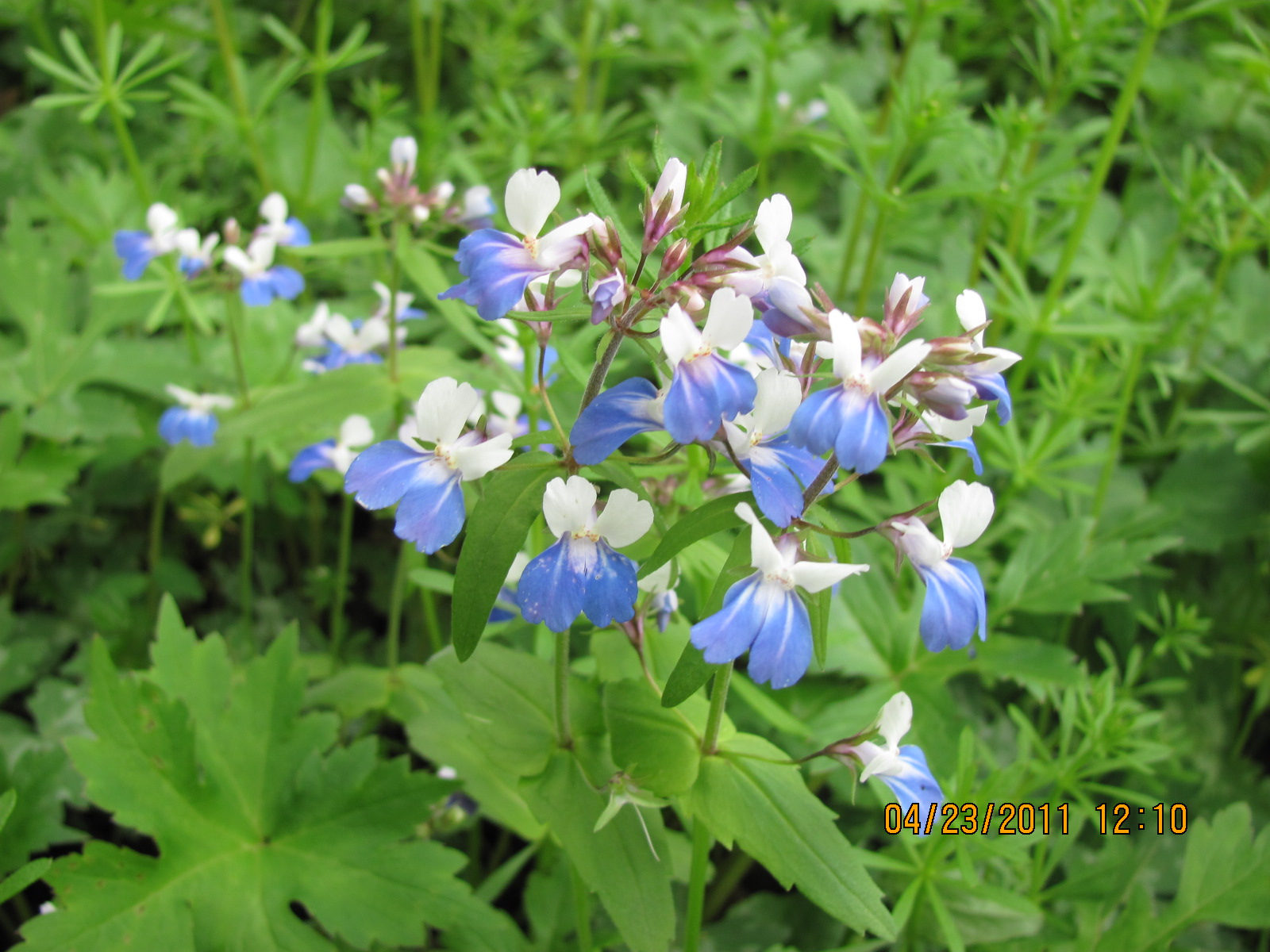
Collinsia verna
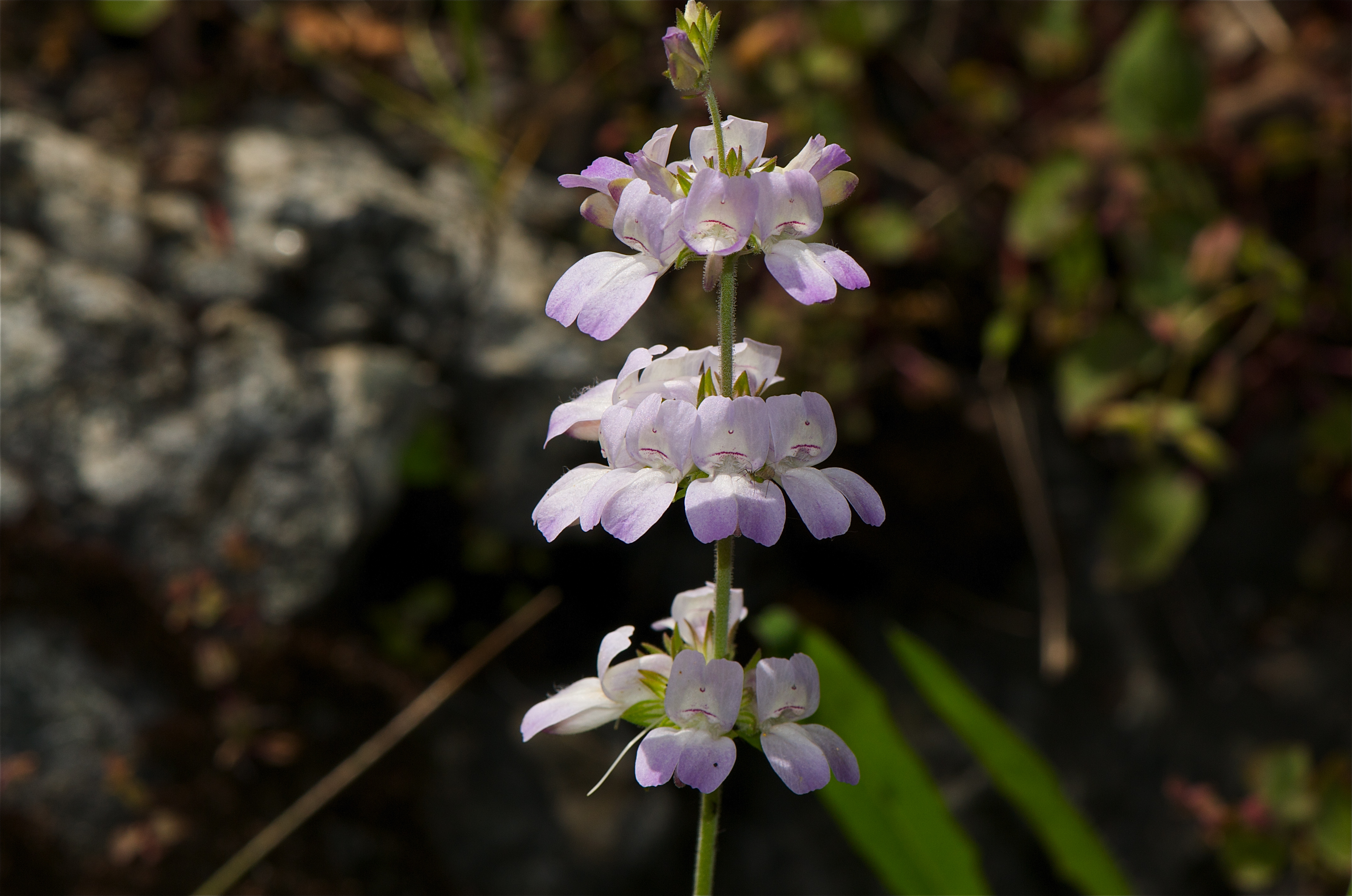
Collinsia bartsiifolia
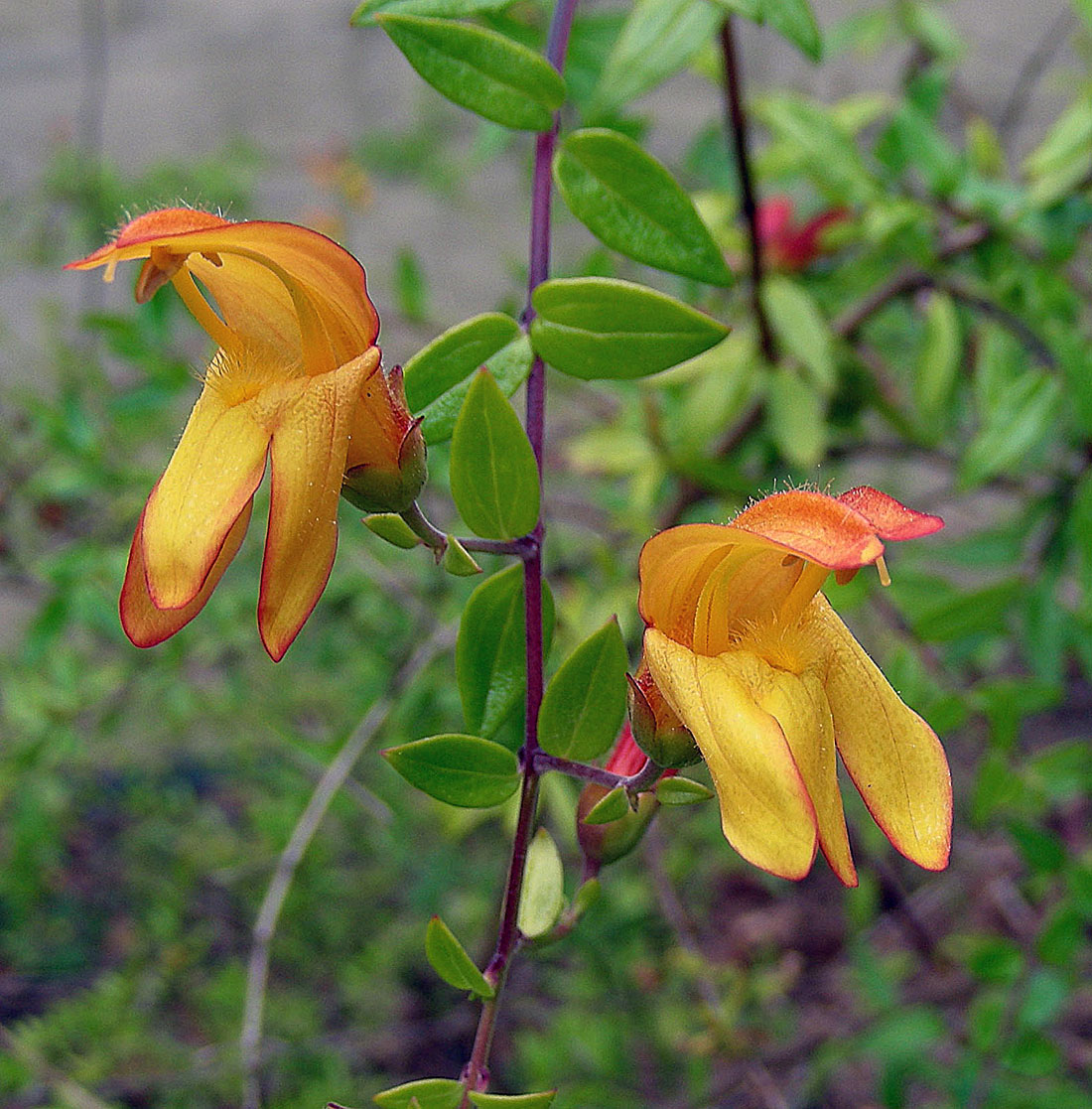
Keckiella antirrhinoides
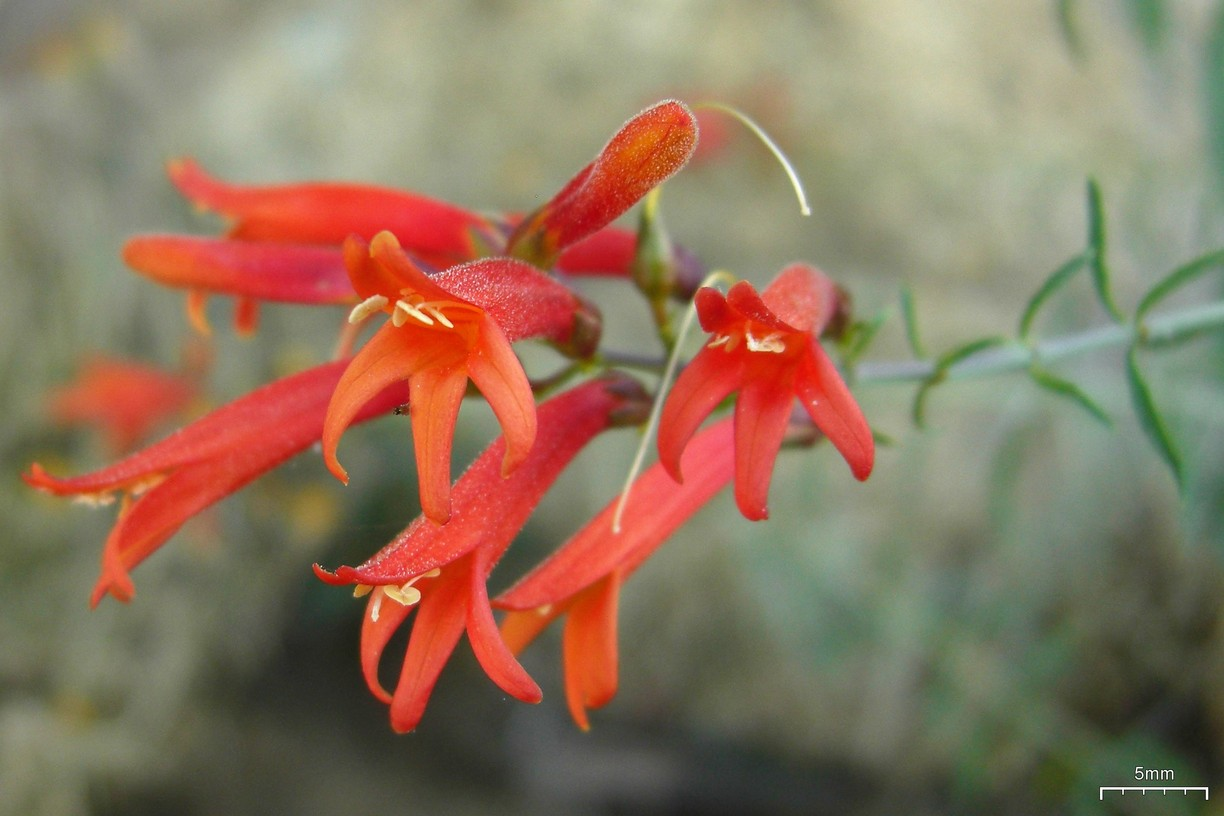
Keckiella ternata
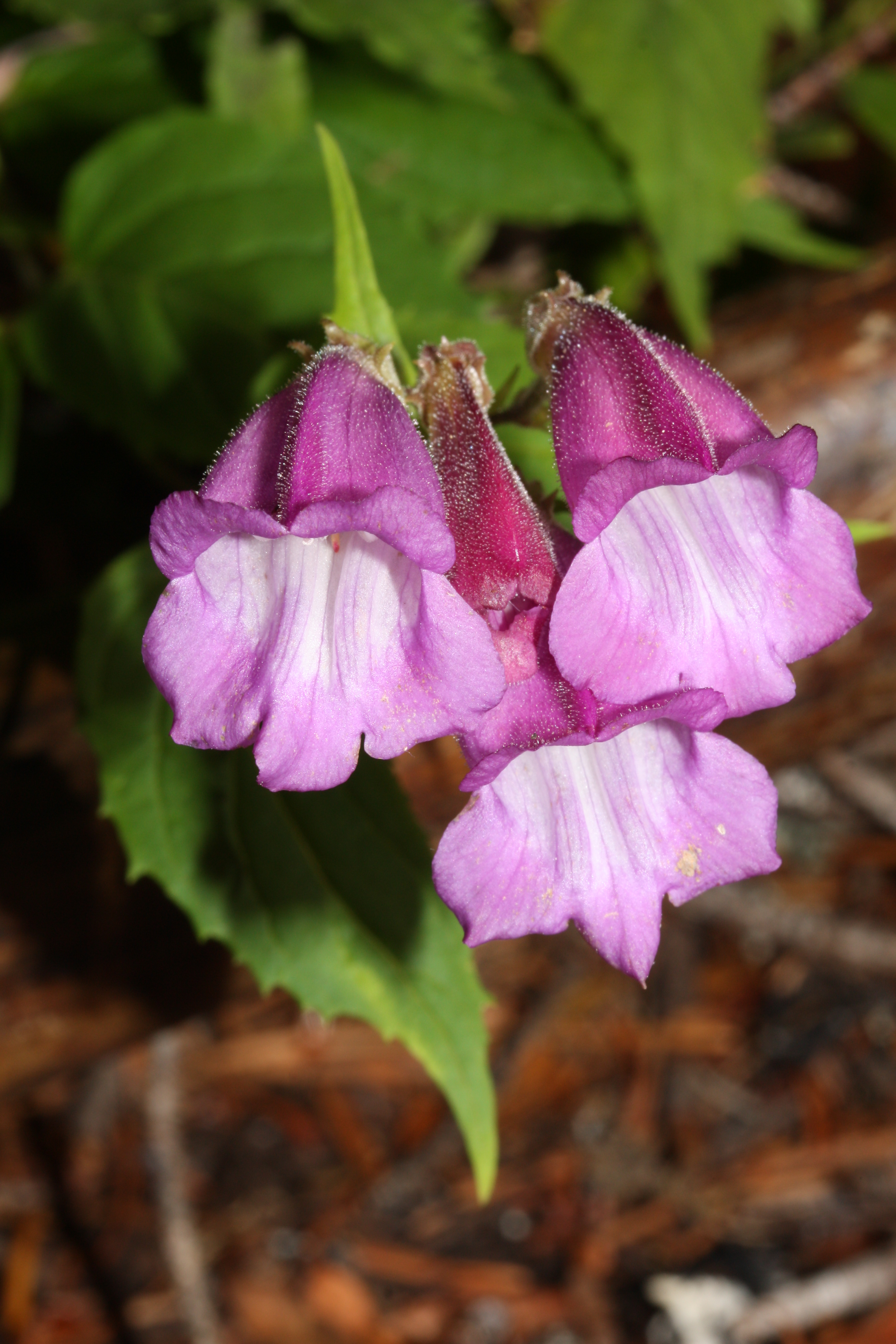
Nothochelone nemorosa
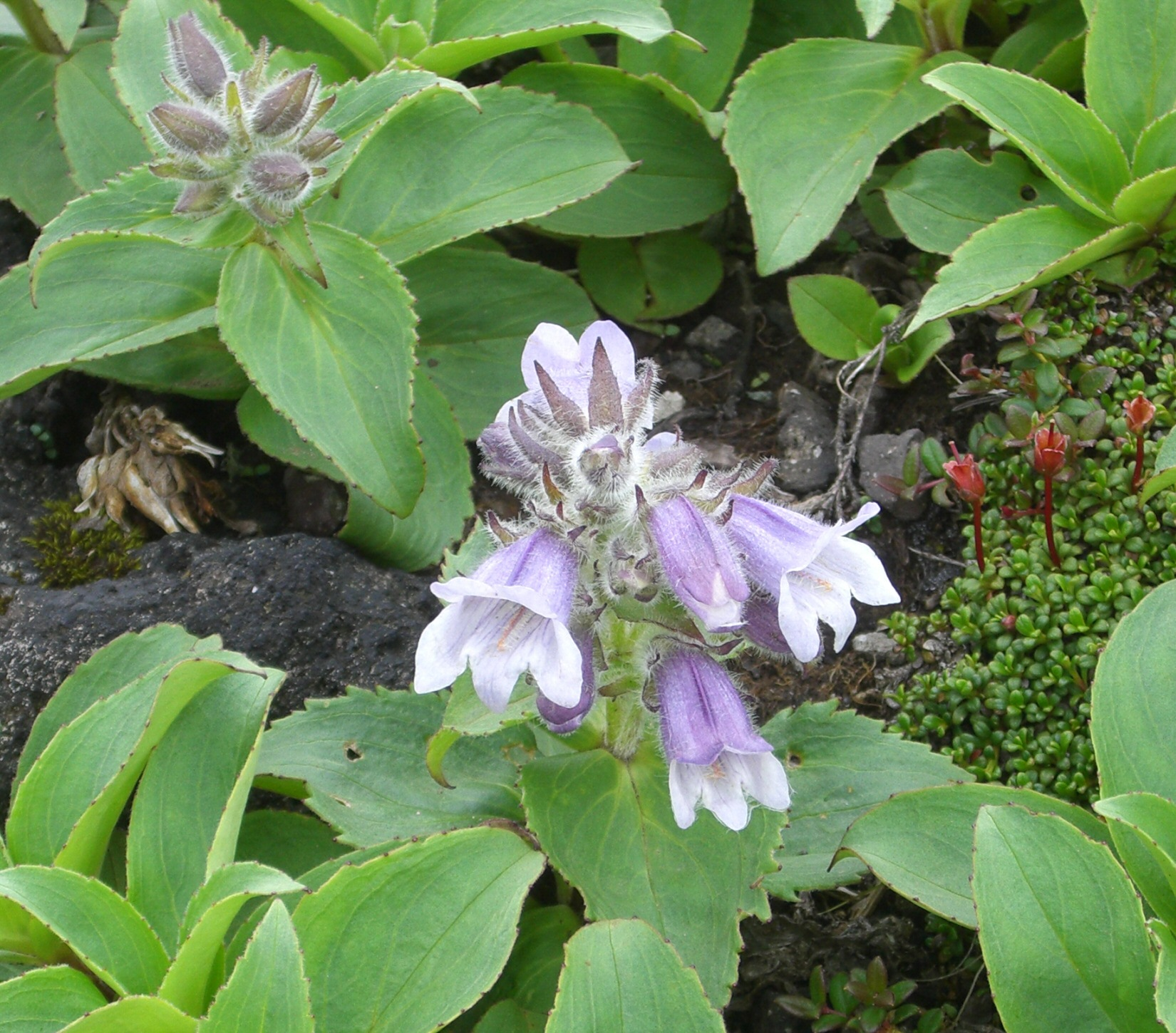
Pennellianthus frutescens
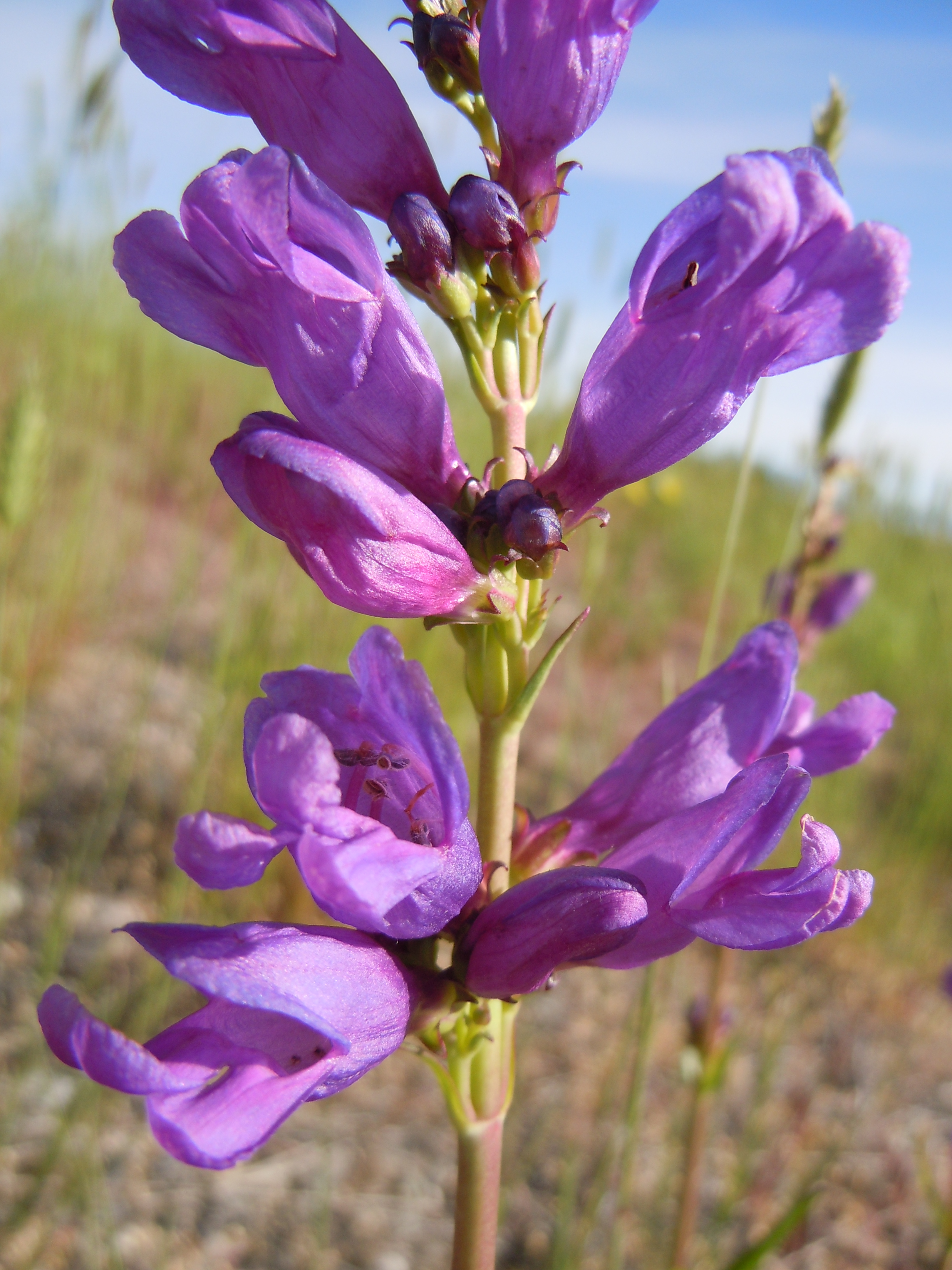
Penstemon cyananthus